# 1796 en musique classique
| \| • Retour à la chronologie générale de la musique classique • \| |
| Grèce • Rome • Haut Moyen Âge • VIIIe siècle • IXe siècle • Xe siècle • XIe siècle XIIe siècle • XIIIe siècle • XIVe siècle • XVe siècle • XVIe siècle • XVIIe siècle XVIIIe siècle • XIXe siècle • XXe siècle • XXIe siècle |
| • Retour à la chronologie générale de la musique classique • |

| Années en musique classique : 1793 - 1794 - 1795 - 1796 - 1797 - 1798 - 1799    |
| Décennies en musique classique : 1760 - 1770 - 1780 - 1790 - 1800 - 1810 - 1820 |

## Événements
- 11 mai : Télémaque dans l'île de Calypso, opéra de Jean-François Lesueur, créé à l'Opéra-comique (Paris).
- 26 décembre :  Missa in tempore belli de Joseph Haydn, créée à Vienne.
- 26 décembre : Les Horaces et les Curiaces, opéra de Domenico Cimarosa, créé à La Fenice (Venise).
- 42 études ou caprices pour violon seul de Rodolphe Kreutzer .
- Première représentation de Juliette et Roméo de Niccolò Zingarelli à la Scala de Milan.
- Création des Cantatrices de village, opéra de Valentino Fioravanti, que certains musicologues placent en 1801.
- Composition des Cantates de Noël et de Pâques de Christian Friedrich Ruppe pour le chœur de l'Orphelinat du Saint-Esprit de Leyde pour l'année ecclésiastique 1796-1797.
- Composition des Sonates pour violoncelle op. 5 no 1 en fa majeur et no 2 en sol mineur de Ludwig van Beethoven.

## Naissances

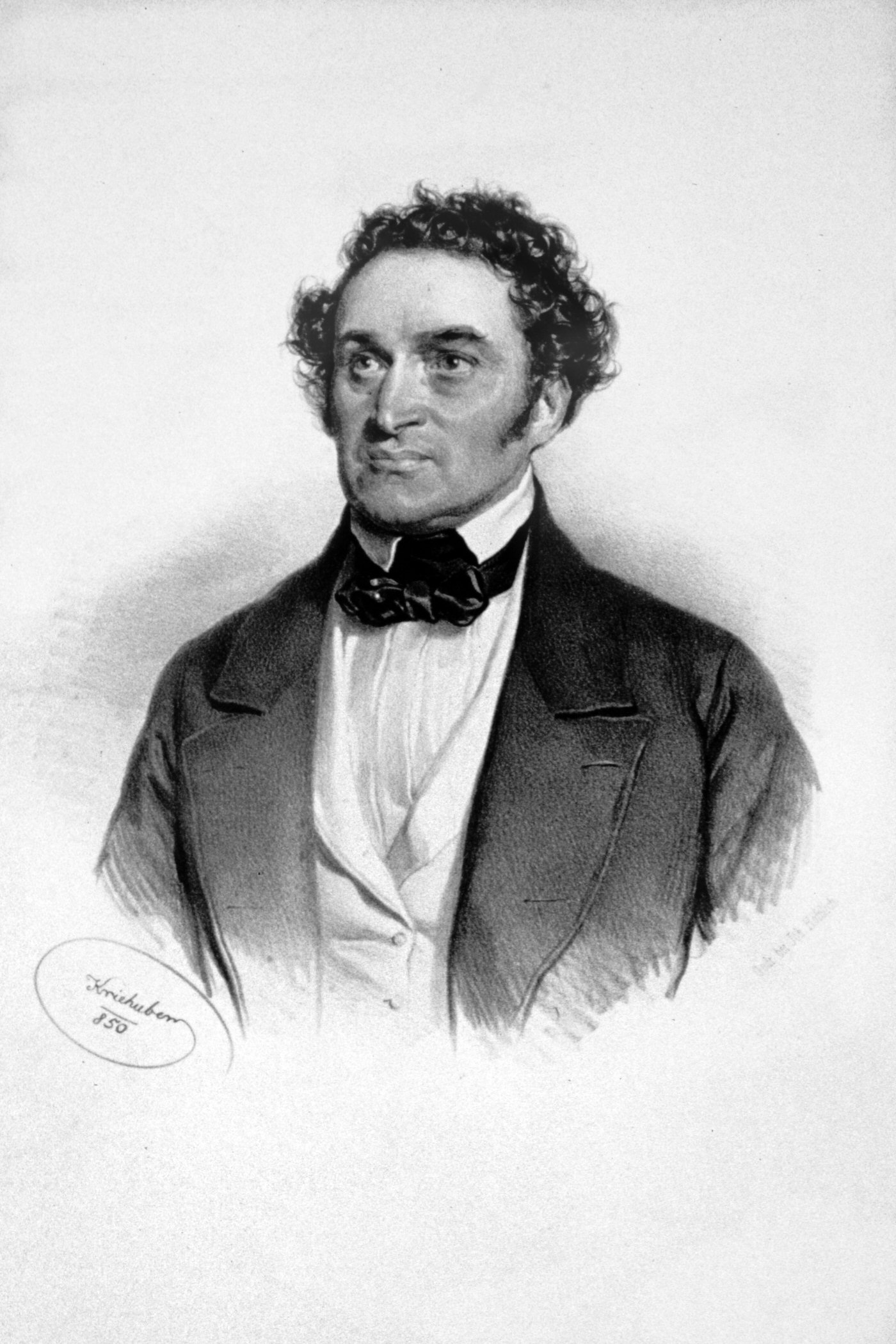
Anton Haizinger

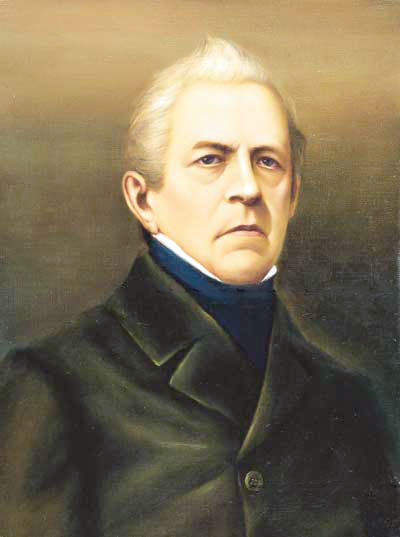
Franz Berwald

- 1er janvier : Felix Horetzky, guitariste et compositeur polonais († 6 octobre 1870).
- 3 janvier : Johann Baptist Streicher, facteur de pianos († 28 mars 1871).
- 26 janvier : Paul-Hippolyte Camus, flûtiste et compositeur français († mai 1869).
- 17 février : Giovanni Pacini, compositeur italien († 6 décembre 1867).
- 14 mars : Anton Haizinger, ténor autrichien († 31 décembre 1869).
- 3 mai : Jean-Baptiste Mengal, corniste et compositeur français († 19 décembre 1878).
- 14 juin : Mathilda d'Orozco, compositrice suédoise († 19 octobre 1863).
- 23 juillet : Franz Berwald, compositeur suédois († 3 avril 1868).
- 20 septembre : Franz Wilhelm Ferling, hautboïste, compositeur et clarinettiste allemand († 8 décembre 1874).
- 4 octobre : August Wilhelm Bach, compositeur et organiste allemand († 15 avril 1869).
- 4 novembre : Adolphe Miné, organiste, pianiste, et compositeur français († 30 octobre 1854).
- 30 novembre : Carl Loewe,  compositeur, pianiste, chef d'orchestre, chanteur, professeur et scientifique allemand († 20 avril 1869).
- 9 décembre : Emilie Zumsteeg, auteur et compositrice, pianiste et chef de chœur allemande († 1er août 1857).
- 19 décembre : Joan Aulí, organiste et compositeur espagnol († 10 janvier 1869).

Date indéterminée
- Friedrich Wilhelm Aghte, cantor et compositeur allemand († 19 août 1830).

## Décès

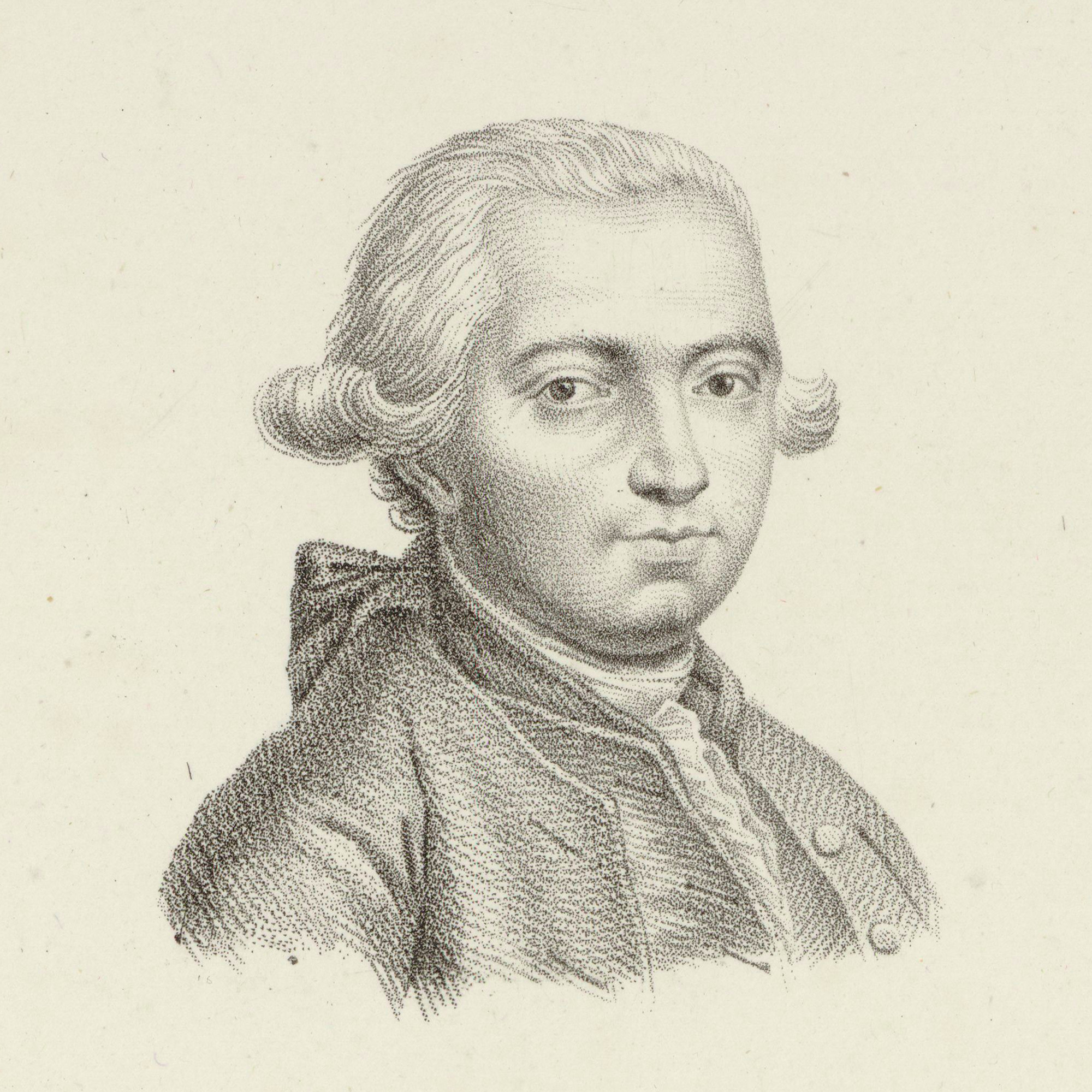
Felice Giardini

- 9 janvier : Giuseppe Avossa, compositeur italien (° 1708).
- 16 février : Caterina Gabrielli, cantatrice italienne (° 12 novembre 1730).
- 25 février : Giovanni Battista Borghi, compositeur italien (° 25 août 1738).
- 28 février : Friedrich Rust, compositeur allemand (° 6 juillet 1739).
- 16 mars : Stephen Storace, compositeur anglais d'opéras (° 4 avril 1762).
- 27 mars : Gaspare Gabellone (it), 69 ans, compositeur italien d’opéras et de musique sacrée de la période classique. (° 12 avril 1727)
- 4 avril : Nicola Sabatino, compositeur napolitain (° 1705).
- 12 août : Mary Ann Wrighten, compositrice, chanteuse et actrice anglaise (° 1751).
- 8 juin : 
  - Felice Giardini, violoniste et compositeur italien (° 12 avril 1716).
  - Ignaz Umlauf, compositeur, altiste et chef d'orchestre autrichien (° 21 août 1746).
- 30 décembre : Jean-Baptiste Moyne, dit Lemoyne, compositeur français (° 3 avril 1751).